# Hinterländer Trachten

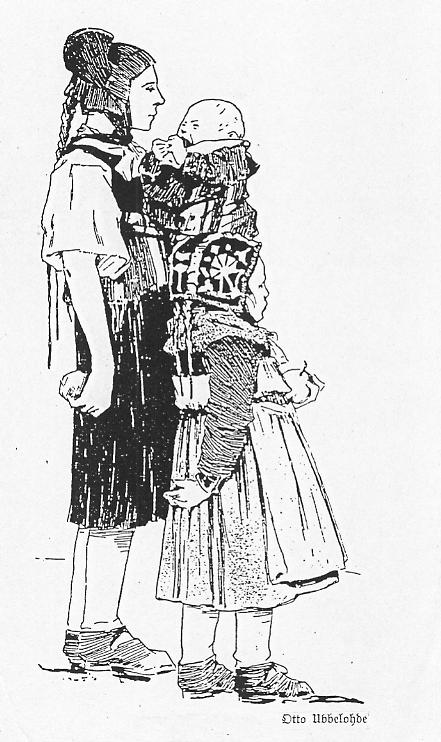
Mutter mit Kindern aus Bottenhorn, Tracht im ehem. Obergericht Amt Blankenstein mit der charakteristischen „Dellmutsche“ als Kopfbedeckung

Die Hinterländer Tracht aus dem Gebiet des Hessischen Hinterlandes in der Region Mittelhessen wird zu den ältesten Trachten in Deutschland gezählt.
Sie ist Mitte des 20. Jahrhunderts mit den letzten Trägerinnen ausgestorben. In Trachtenvereinen wird sie gepflegt und bewahrt. Im Hinterlandmuseum im Schloss Biedenkopf sind zahlreiche Exponate ausgestellt.
Der Marburger Orientalist und Volkskundler Ferdinand Justi (1837–1907) hat im letzten Drittel des 19. Jahrhunderts das bäuerliche Leben im Marburger Umfeld intensiv erforscht, u. a. die Hinterländer Tracht und hat sie mit all ihren Feinheiten und Farben in weit mehr als hundert Aquarellen festgehalten.
Auch der Maler und Märchen-Illustrator Otto Ubbelohde (1867–1922) hat die ehemaligen Trachten des Hinterlandes in vielen Illustrationen dargestellt, z. B. auch in seinen Bildern zu den „Grimm'schen Märchen“.

## Entstehung
Trachten sind das Ergebnis langer Entwicklungen. In den vergangenen Jahrhunderten verhinderten strenge Kleiderordnungen eigene Entwicklungen der bäuerlichen Tracht. Die Herrschenden wollten verhindern, dass sich die Untertanen durch Prunksucht verschuldeten.
So bestimmte der Reichserlass von 1530,
„… daß sich jeder, wes Würden oder Herkommen er sei, nach seinem Stand, Ehren und Vermögen trage, damit in jeglichem Stand unterschiedliche Erkäntnüs sein mög ...“.
Den Bauern gestattete man das Tragen eines weiten Rockes, eines Kittels zu langen Hosen und einen aufgeschlagenen Hut. Grau galt als vorherrschende Farbe der Alltagskleidung des gemeinen Mannes, während blau die Feiertagskleidung bestimmte.
1772 wurde in Hessen (Hessen-Darmstadt) eine Kleiderordnung erlassen, die verhindern sollte, dass
„… durch den Gebrauch fremder Waaren große Geldsummen zum Lande hinausgeführt würden, hingegen die inländischen Fabriquen und Manufakturen in immer größern Verfall gerieten.“
In dieser Ordnung wurden den bevorzugten Ständen gewisse Einschränkungen auferlegt, den Bürgern, Bauern und Juden aber geboten,
„… keine anderen Zeuge, Tuche, Strümpfe, und Hüte zu tragen als welche in hiesigen Landen fabriciert werden, Cattun und Zitz ausgenommen.“
Diese Vorschriften und die verschiedenen Modestile haben in den Trachten ihre Spuren hinterlassen. Durch die Ansiedlung französischer Glaubensflüchtlinge (Hugenotten) im mittelhessischen Raum, die mit besonderen Handelsprivilegien ausgestattet waren, nahmen auch sie Einfluss auf die Kleidungsentwicklung, u. a. durch bei uns bisher unbekannte Bestandteile, wie Borten, Stoffe und andere Zutaten (kleine bunte Perlen, dünne Metalldrähte u. a.)
Ehemals einheitliche schwarze Frauentracht von Biedenkopf bis in die Schwalm
Nach dem Bericht eines Kasseler Regierungsinspekteurs aus dem Jahre 1800 gab es eine weitgehend einheitliche schwarze Frauentracht, deren Verbreitung von Biedenkopf bis in die Schwalm  gereicht haben soll. Auf alten Bildern von Landfrauen aus dem Raum um Marburg sieht man eine Tracht, die der Hinterländer Ämtertracht gleicht, wie sie um Biedenkopf, Dautphe , Holzhausen und im Amt Blankenstein getragen wurde, jedoch nicht mit der Dellmutsche, sondern mit der Schneppekapp (wie im Untergericht des Amtes Blankenstein).
Als nach 1800 die Bauern frei wurden, bzw. sich freikaufen konnten, entwickelten sich die Trachten sehr schnell. Die Farbenfreude und die Üppigkeit der Gestaltung nahmen zu. Manche Frauen trugen mehrere Röcke; auch bunte, übereinander. Jetzt bildeten sich auch die Unterschiede in den Herrschaftsgebieten, Konfessionen, Ämtern, Gerichten und Kirchspielen heraus. Die jungen Frauen wetteiferten untereinander mit Varianten, Stickereien und Zutaten, die sie dann sonntags u. a. beim Kirchgang und bei Festen herzeigten. Trachten waren, wie die heutige Kleidung, auch stets einer gewissen Mode unterworfen. Dadurch kamen Neuerungen und Änderungen zustande, meist von außen angeregt.
Einzigartige Trachtenvielfalt
Zwischen Bad Hersfeld, Frankenberg, Biedenkopf und Butzbach reihten sich ehemals lückenlos verschiedene Trachtenlandschaften aneinander. Es gab hier über 25 unterschiedliche Kleidungsformen, eine in Deutschland einzigartige Trachtenvielfalt. In ihrer ursprünglichen Form haben sich am längsten die Hinterländer Tracht und die Schwälmer Tracht erhalten.

## Frauentrachten
Bei der ehemaligen Hinterländer Frauentracht gab es fünf Ausprägungen, wobei es noch von Dorf zu Dorf kleinere Abweichungen gab. Hans Friebertshäuser stellt in seinem Buch „Die Frauentracht des alten Amtes Blankenstein“ fest:
„Für die Gliederung der Hinterländer Trachtenlandschaften waren vor allem die politischen und die kirchlichen Innengrenzen von Bedeutung: Die Amts-, Gerichts- und Kirchspielgrenzen.“
Die Tracht des Amtes Battenberg unterschied sich dabei deutlich von der, die im Gansbach- und oberen Perftal (ehem. Obergericht Breidenbacher Grund) getragen wurde, und diese wieder in Nuancen von der im Breidenbacher Grund (ehem. Untergericht Breidenbacher Grund). Die Unterschiede zeigten sich hier bei der Kopfbedeckung, dem „Kiwwelche“ (Untergericht Breidenbach) und der „Mutsche“ (Obergericht Breidenbach).
Das Amt Biedenkopf (ehem. Dautphe) bildete bemerkenswerterweise eine gemeinsame Trachtenlandschaft mit dem oberen Salzbödetal (ehem. Obergericht des Amtes Blankenstein), deckungsgleich mit dem ehemaligen Kirchspiel Hartenrod und der heutigen Gemeinde Bad Endbach. Die „Dellmutsche“, als Kopfbedeckung war hier das charakteristische Merkmal dieser Trachtenvariante. Von der Tracht des ehemaligen Untergerichtes des Amtes Blankenstein (heute Stadt Gladenbach) unterschied sie sich nur durch die dort getragene „Schneppekapp“, der andersartigen Kopfbedeckung.
In die weißen Wollstrümpfe wurden in einigen Trachtengebieten über den Fußgelenken zwei, drei oder auch vier Ringfalten gelegt. Die Anzahl der Falten soll etwas über den Vermögensstand der Trägerin ausgesagt haben.
Die im Grundton schwarze Hinterländer Tracht hieß in der Umgangssprache auch „schwoaze Klärer-Trocht“ (schwarze Kleider-Tracht). Die Tracht war eine evangelische Tracht; daher dominierte das Schwarz, während die katholische Tracht z. B. im Ebsdorfergrund und um Amöneburg (südöstlich und östlich von Marburg) wesentlich farbenfroher war.
Trachtenschneiderinnen und Mützenmacher
Die Kleidungsstücke wurden selten selbst, sondern meist von speziellen Trachtenschneiderinnen („Nähtersche“ genannt) angefertigt; mit Ausnahme der Stickereien, die von den Frauen eigenhändig ausgeführt wurden. Es gab zudem Mützenmacher, die Mützen vorfertigten und sie dann der Trägerin vor Ort anpassten.
Keine Mäntel
Die Frauentracht kannte keine Mäntel. Stattdessen verwendeten die Frauen im Winter und bei Kälte ein großes dichtes dunkles Wolltuch, das vom Kopf bis über die Hüfte reichte und wie ein ärmelloser Poncho als Umhang getragen wurde. Damit konnte man den gesamten Körper, bei Bedarf auch den Kopf, bedecken. Den Umgang hielt man vorne mit ein oder zwei großen Spangen zusammen. Vereinzelt gab es auch speziell gefertigte Umhänge.

### Traglasten auf dem Kopf
Die meisten Frauen in den Dörfern waren ehemals darin geübt und es gewohnt gefüllte Körbe, Viehfutter in Tüchern und Brotlaibe auf dem Backbrett (zum und vom Backhaus) als Traglast auf dem Kopf zu tragen. Dazu legten sie sich ein gut gepolstertes rundes Kissen (Ketzel genannt, hatte in der Mitte eine Aussparung) auf den Kopf. So gingen auch z.B. die Butterhändlerinnen freihändig über weite Stecken zu ihrer Kundschaft in die Städte (Dillenburg, Herborn, Gießen). Unterwegs strickten sie dabei noch Strümpfe.

### Bedeutung der Farben
An den Farben von Wams/Motze, Schürze, Halstuch und den Stickereien auf Brusttuch, Stauchen, Strumpfband und Schuhlasche konnte man Alter und Familienstand, sowie Sonntags-, Kirchgangs-, Abendmahls-, Fest- und Trauertracht und Arbeitskleidung erkennen. Zur Ernte wurde nur ein Rock mit Schürze getragen, ein Mieder, ein weißes Hemd und ein Kopftuch.
Das Schwarz der Röcke und „Motzen“ (Mieder) harmonierte besonders gut mit den dezenten, aber sehr farbenprächtigen Stickereien auf den Ärmeln der Motzen, den „Stauchen“ (Zierärmel, die unter den weiten weißen Hemdärmeln getragen wurden), den besonders bunt bestickten Brusttüchern und den Strumpfbändern. Die kräftigen bunten Farben beim Zubehör und den Stickereien gaben der Tracht ihre besondere Note.

Für das Trachtenzubehör und die Stickereien galten folgende Farbregeln: Rot war den Mädchen und unverheirateten Frauen vorbehalten, Grün den jungen verheirateten, Blau und Violett den älteren verheirateten Frauen. Beide Farben waren sehr beliebt, weil sie einen guten Kontrast gaben auf den samtenen schwarzen Oberteilen (Motzen) der Sonntags- und Festtracht. Dies galt spätestens bis zu dem Zeitpunkt an dem das letzte Kind konfirmiert worden war, meist schon früher, danach wurden Schmuck und Farben dezenter. Ab einem gewissen Alter, z. B. wenn das erste Enkelkind geboren war und als Witwe „ziemten“ (unpassend) sich keine Farben und keine Stickereien mehr, dann trug man nur noch Schwarz mit dezentem Weiß.
Die Tracht gehörte zur Aussteuer
Zur Aussteuer einer jeden jungen Frau/Braut gehörte die Tracht. Bereits nach der Konfirmation begannen die jungen Frauen mit ihrer Anschaffung und Bereitstellung (u. a. Stoffe, Motzen, Brusttücher, Stauchen, Strümpfe, Stumpfbänder, Häubchen und deren bunter Bestickung). Einige Teile wurden auch vererbt/verschenkt oder von Verwandten/Bekannten erworben. Eine Tracht war ein kostbarer Besitz, besonders die Sonntags- und Festtracht, sie wurde entsprechend pflegsam behandelt. Die Stoffe der Röcke, Motzen und Schürzen waren von so guter Qualität, dass sie oft lebenslang in Gebrauch waren.
Tracht wurde nicht gewaschen
Die Motzen, die Röcke und die anderen Teile der Tracht wurden nicht und konnten nicht gewaschen werden; ihre Form wäre verloren gegangen, sie wurden nur gebürstet (gegf. feucht) und gelüftet.

### Glanzzeit der Tracht Ende des 19. Jahrhunderts

Familienbild 1913, Mutter in der Tracht des Obergerichtes (ehem. Amt Blankenstein), Töchter in der neuen ev. Marburger Tracht

Die Glanzzeit der alten Hinterländer Frauentracht war um 1880/90 erreicht, danach wurde sie nicht mehr weiterentwickelt. Eine komplette Hinterländer Tracht konnte mit ihren dicken und schweren Flausch- und Beiderwandstoffen, je nach Ausstattung (Sommertracht, Festtracht, Wintertracht), 6 bis 8 Kilogramm und mehr wiegen.
Zudem drängte von Osten, aus dem Raum Marburg, die neue evangelische Frauentracht ins Hinterland vor. Sie war moderner geschnitten und verwendete leichtere, industriell hergestellte Stoffe und buntere Farben.
Viele Familien begannen daher ab Ende des 19./Anfang des 20-Jahrhunderts, ihre Töchter – anstelle der Hinterländer Tracht – gleich in Marburger Tracht einzukleiden, wie viele Familienbilder aus dieser Zeit belegen.

### Trachtenbilder von Ferdinand Justi
Der Orientalist an der Universität Marburg, Ferdinand Justi, 1837–1907, war auch als Darsteller und Erforscher ländlich-bäuerlicher Kultur in Hessen im ausgehenden 19. Jahrhundert bekannt. Neben seiner Hochschultätigkeit studierte er akribisch das Leben der hessischen Landbevölkerung im letzten Drittel des 19. Jahrhunderts, insbesondere im näheren und weiteren Umkreis von Marburg, schrieb seine Beobachtungen auf und hielt sie in unzähligen Skizzen und Aquarellen fest.
Zu seinen Hauptmotiven zählten Gebäude, Einrichtungsgegenstände, landwirtschaftliche Geräte und vor allem die „Hinterländer Tracht“ (z. B. aus dem ehemaligen Amt Blankenstein), die je nach Amt und Kirchspiel unterschiedliche Merkmale aufwies, mit all ihrer Farbigkeit, ihren Feinheiten und dem Zubehör, wie die nachstehende Auswahl seiner Bilder zeigt.

Hinterländer Trachtenbilder
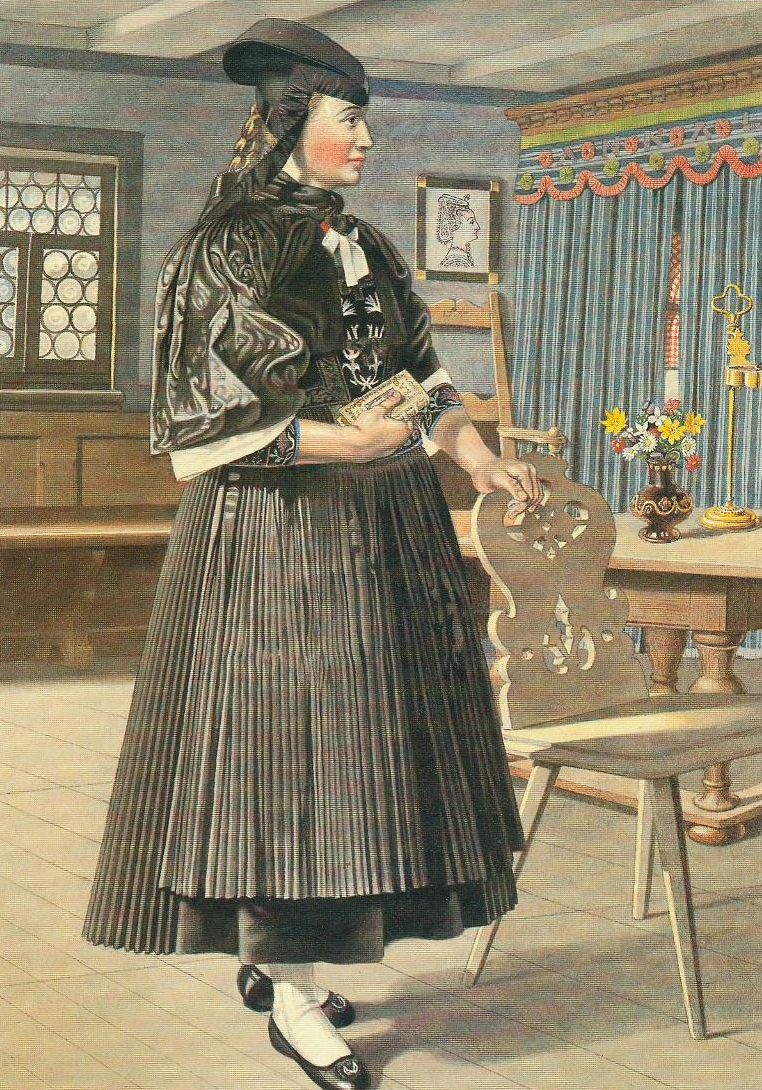
Kehlnbach, „Kirchgangstracht“ (mit „Schneppekapp“), Untergericht Amt Blankenstein, im Hintergrund ein „Himmelbett“
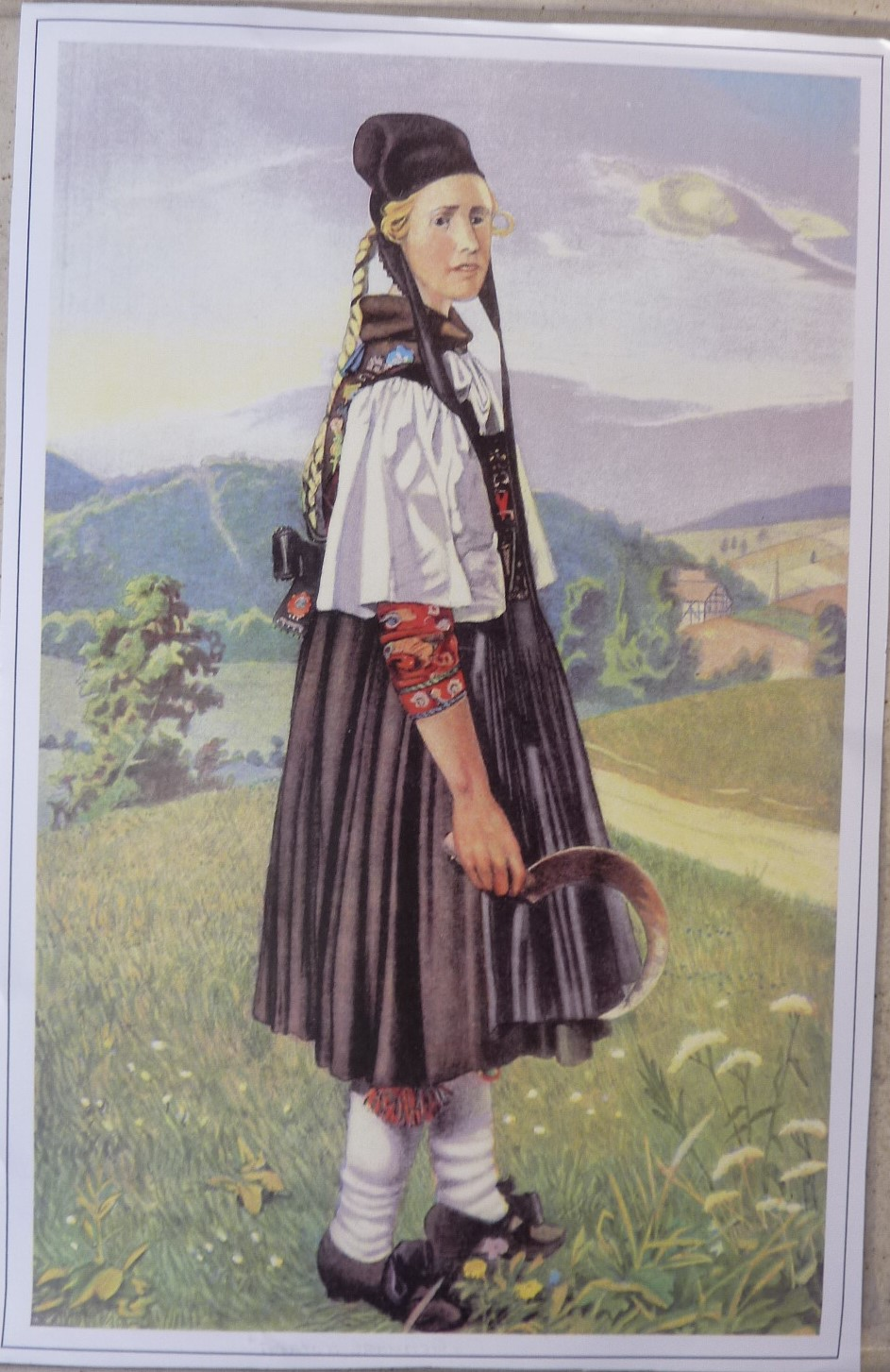
Wommelshausen, Großmagd in sommerlicher festlicher Sonntagstracht (mit „Dellmutsche“), 1881, Obergericht Amt  Blankenstein
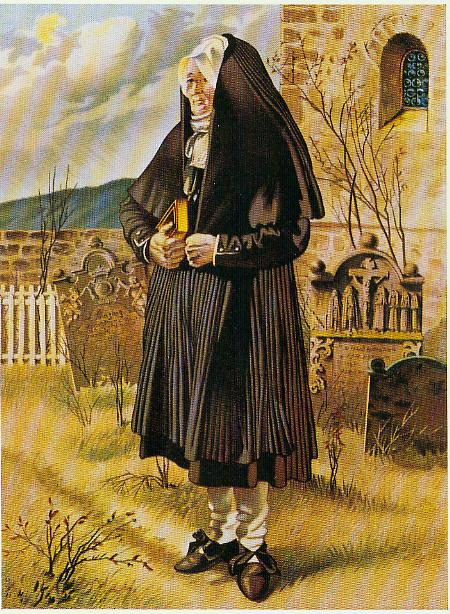
Wommelshausen, Trauertracht mit weißer Haube und Trauermantel, 1881, Obergericht Amt Blankenstein
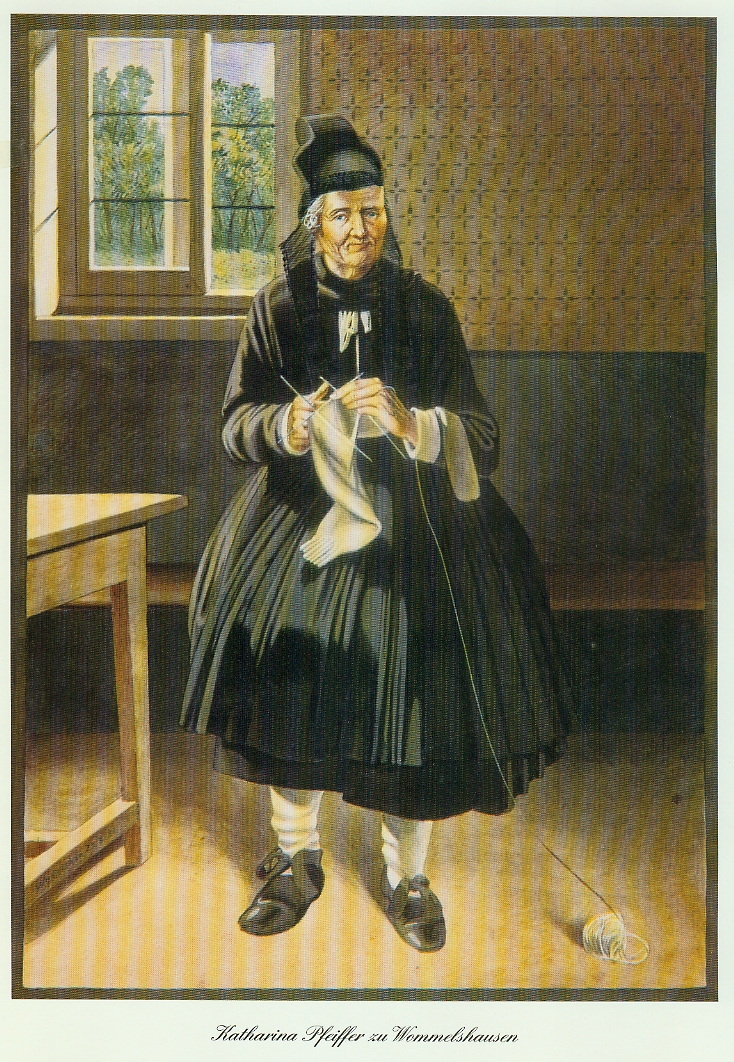
Wommelshausen, Strumpfstrickerin in Alltagstracht, 1881, Obergericht Amt Blankenstein
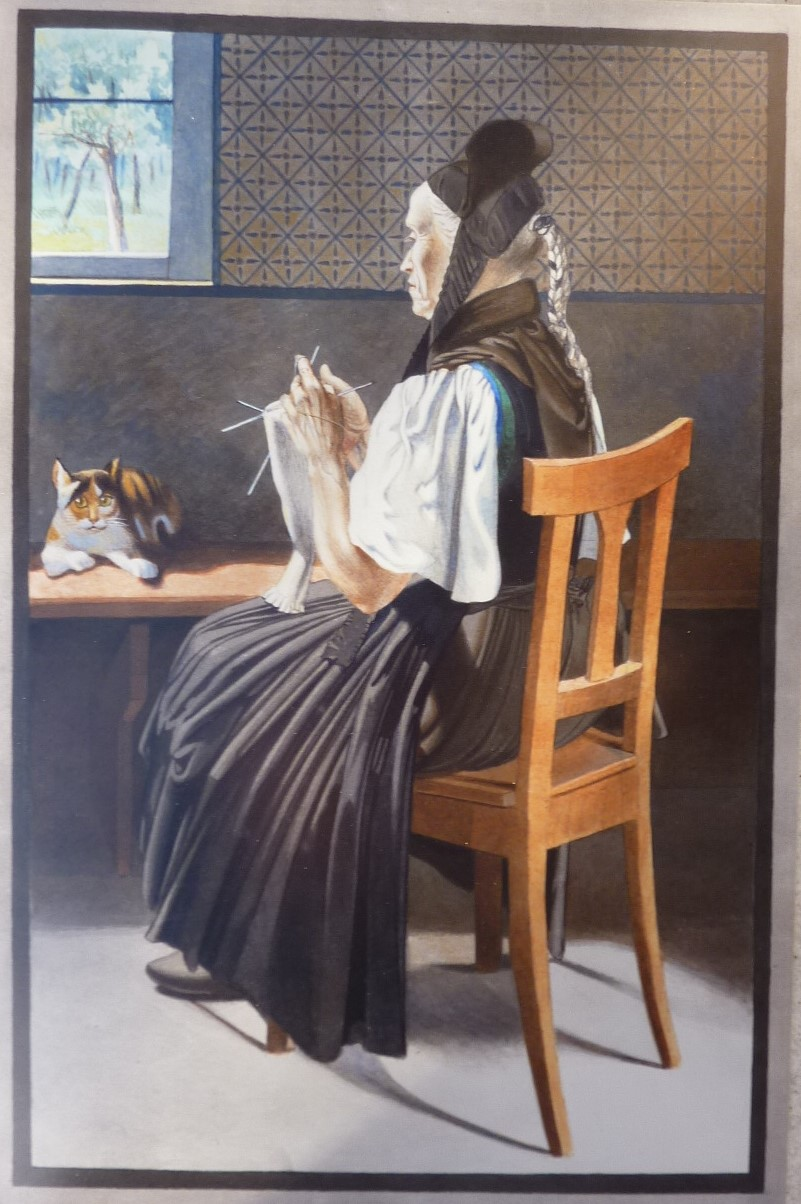
Wommelshausen Strumpfstrickerin mit Katze, 1881, Obergericht Amt Blankenstein
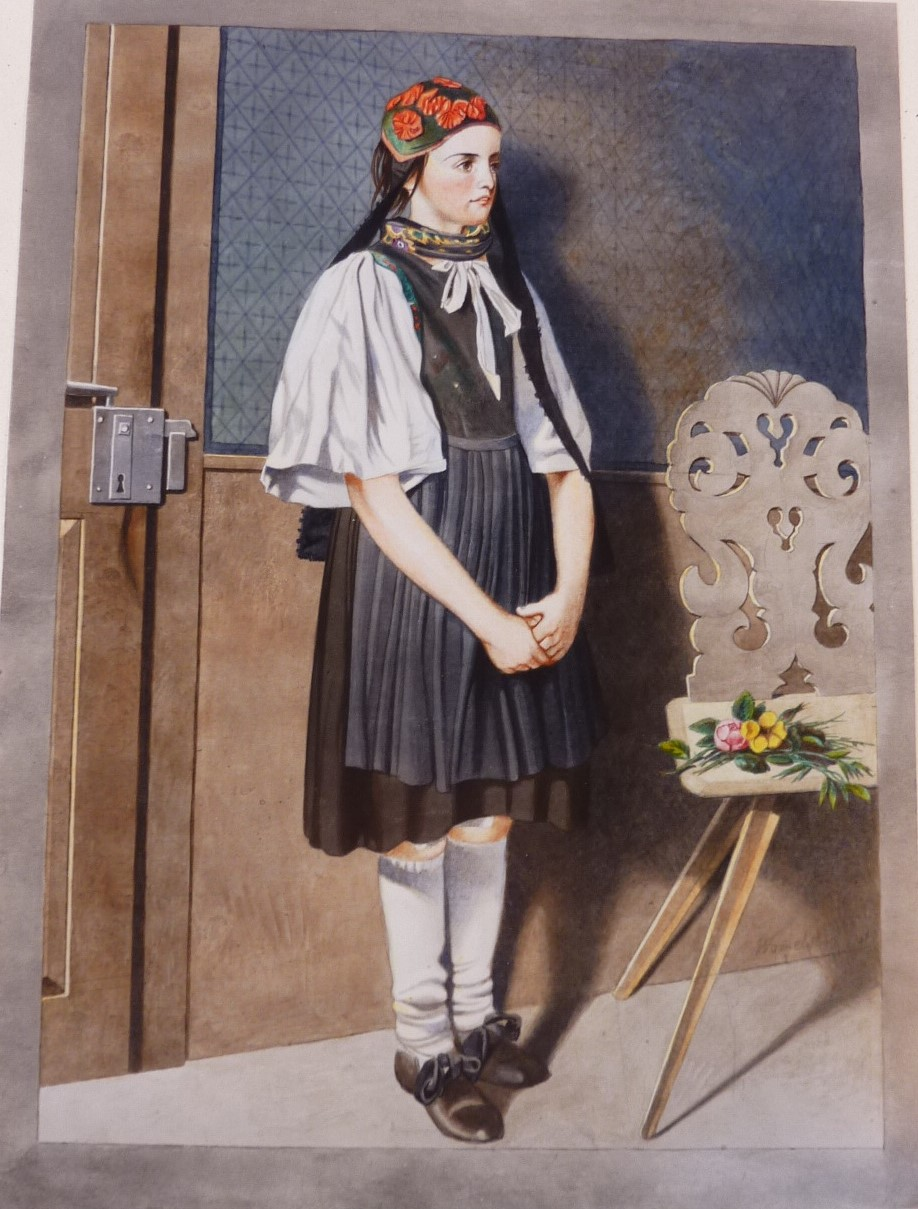
Wommelshausen, Mädchen in sonntäglicher Tracht, 1881, Obergericht Amt Blankenstein
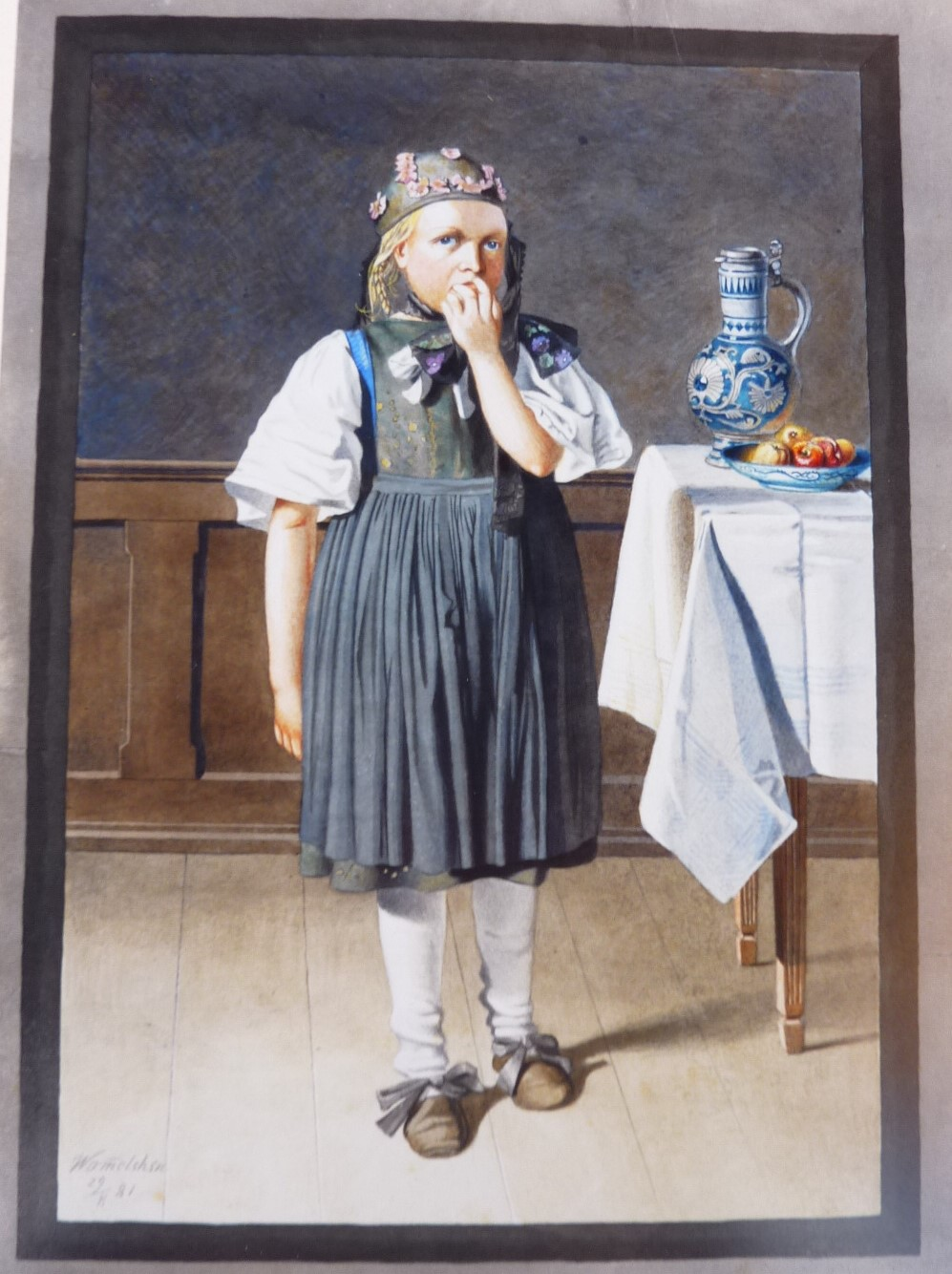
Wommelshausen, Jungmädchen in Sonntagstracht, 1881, Obergericht Amt Blankenstein
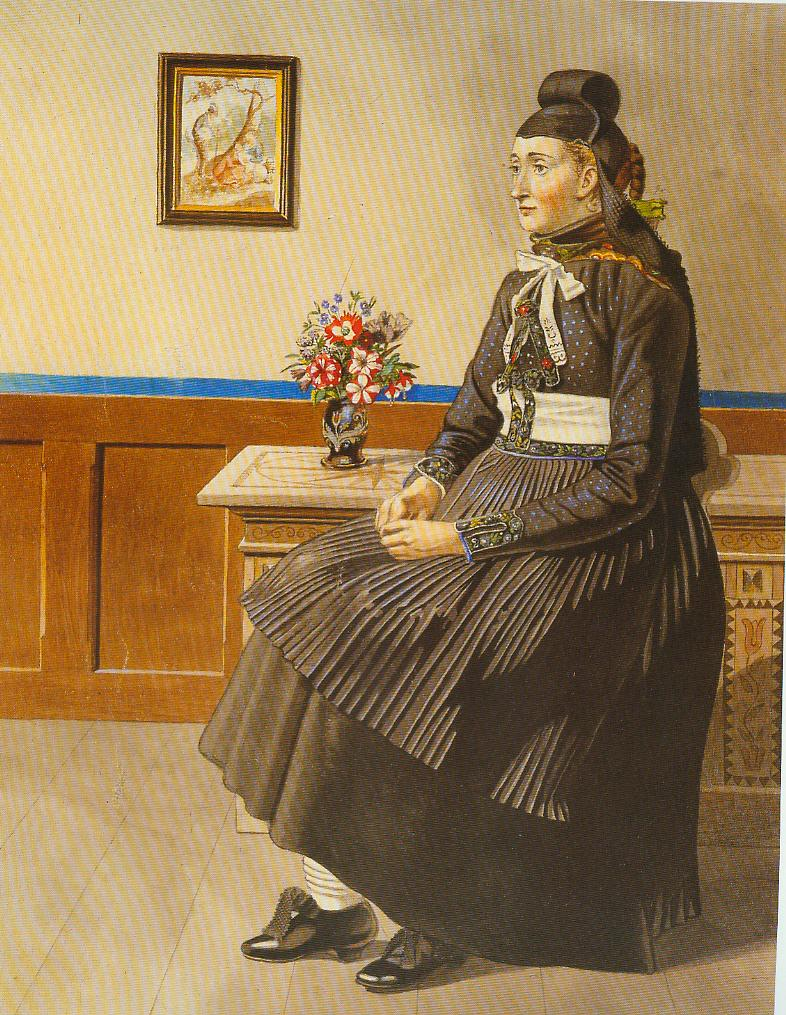
Bottenhorn, Sonntagstracht, 1881, Obergericht Amt Blankenstein
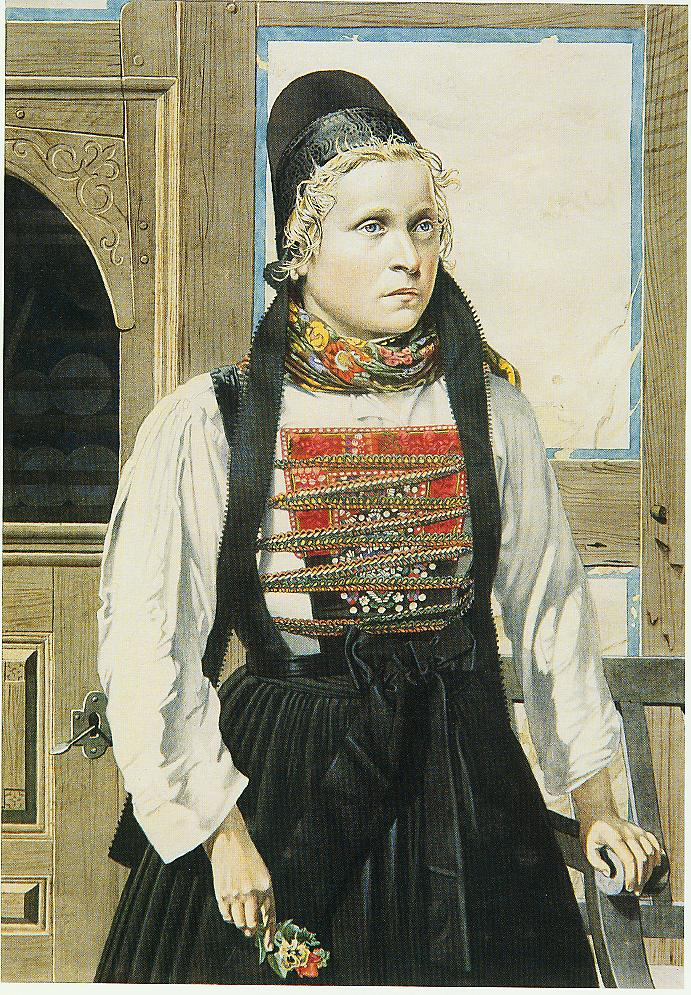
Steinperf, Festtracht (mit „Mutsche“ als Kopfbedeckung), Obergericht Breidenbach
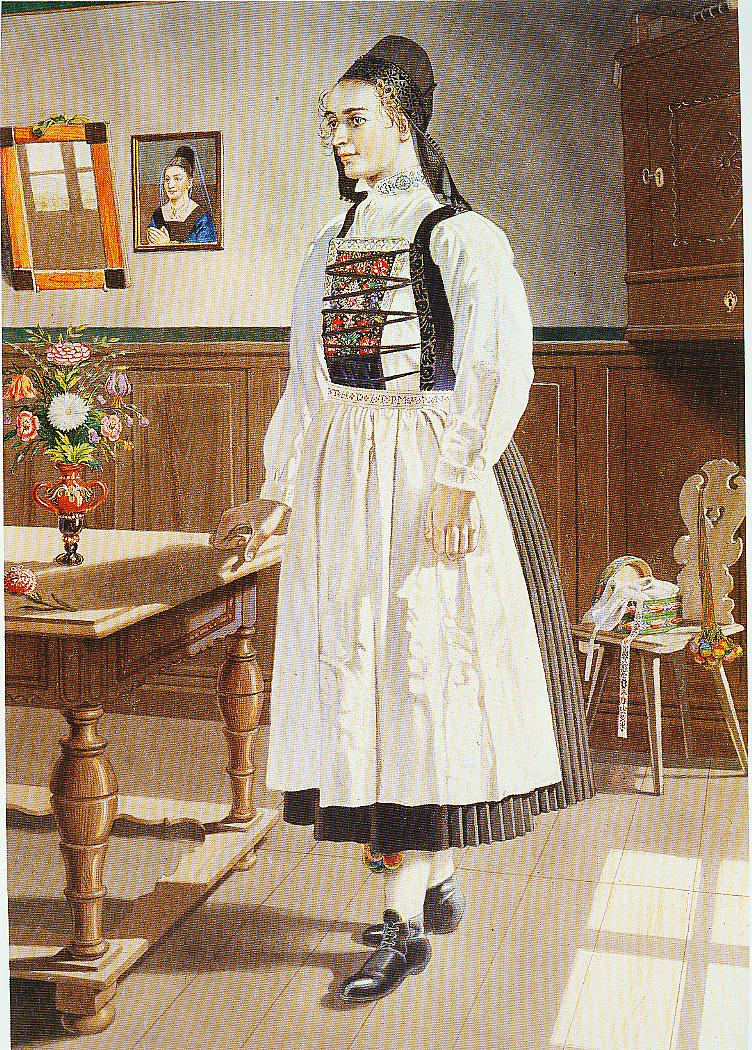
Steinperf 1905, weiße Festtracht (Kirmestracht, Kirchweih), Obergericht Breidenbach
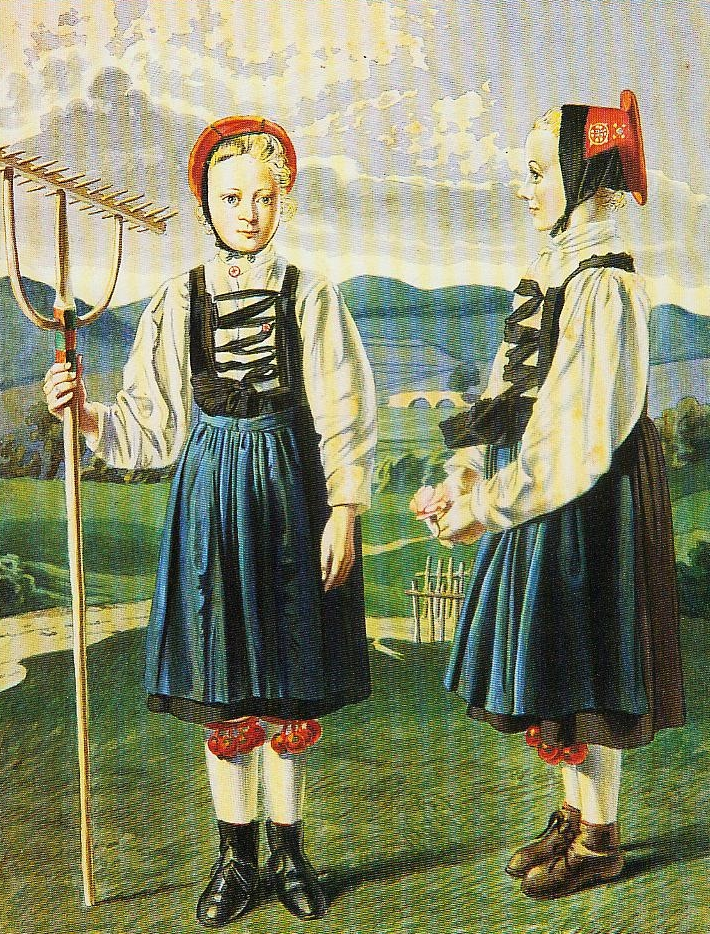
Breidenstein, „zwei Rotkäppchen“ (mit roten „Kiwelcher“), Untergericht Breidenbach
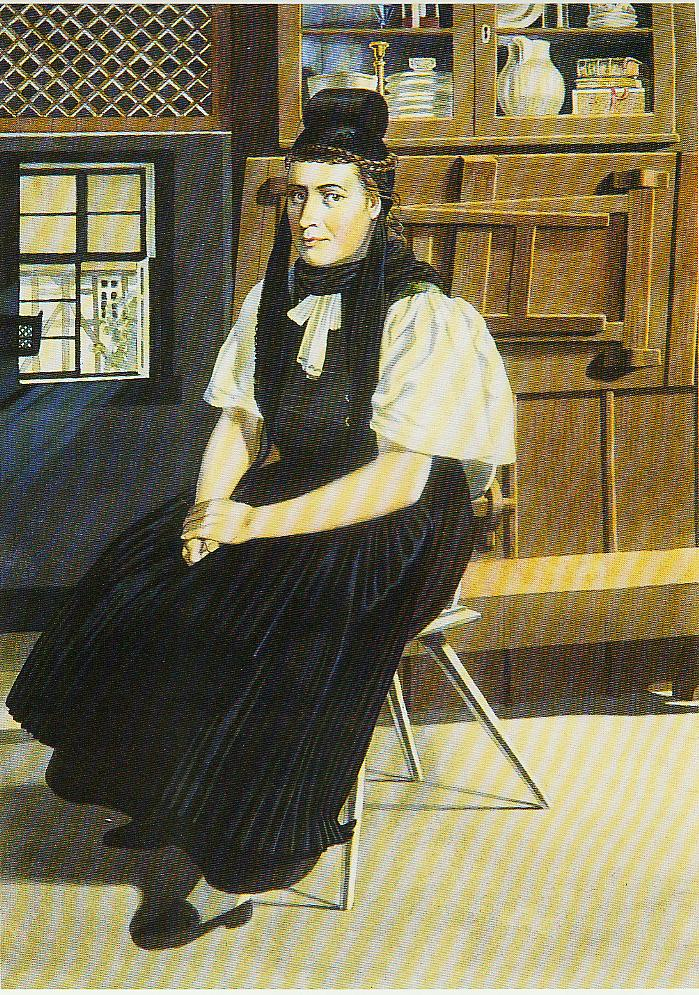
Holzhausen am Hünstein, Amt Biedenkopf
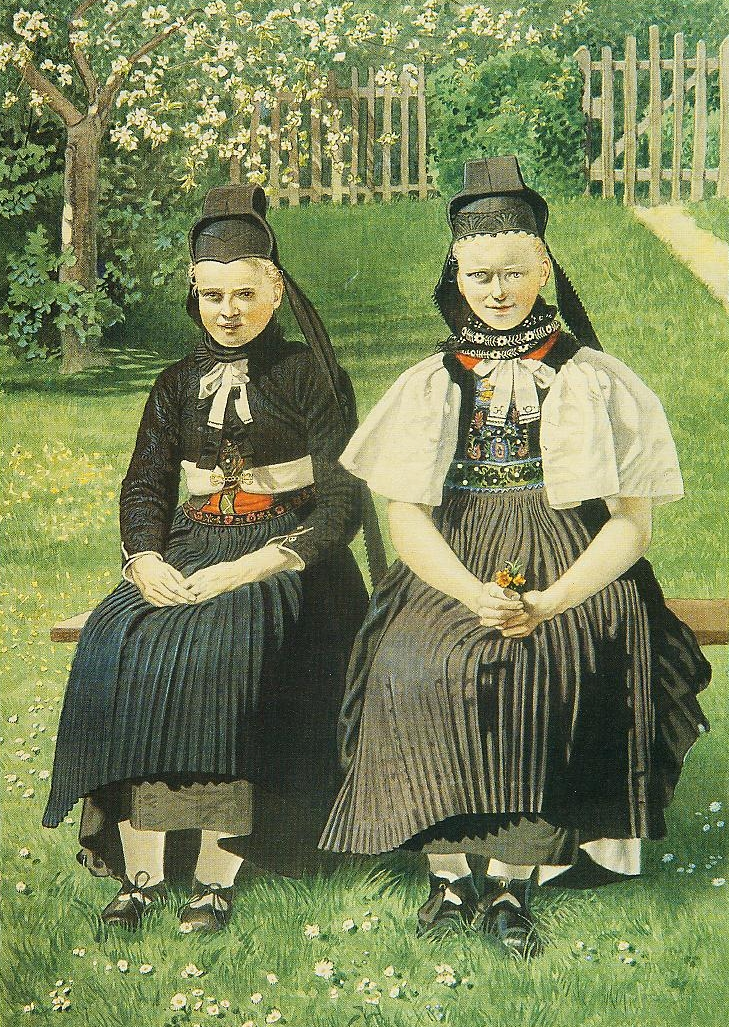
Dautphe, Sonntagstracht in zwei Varianten, Amt Biedenkopf
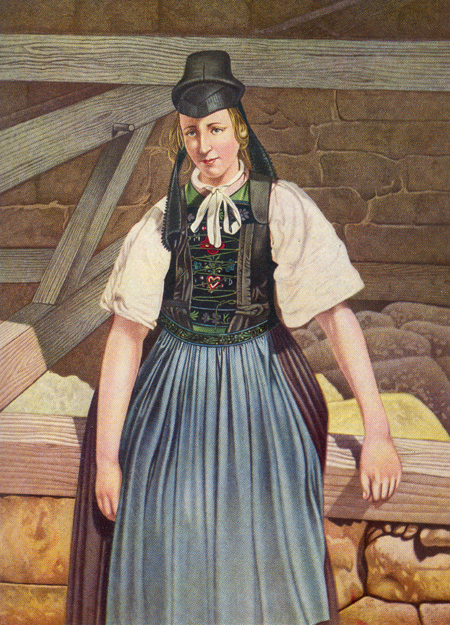
Dautphe, Alltagstracht, Amt Biedenkopf
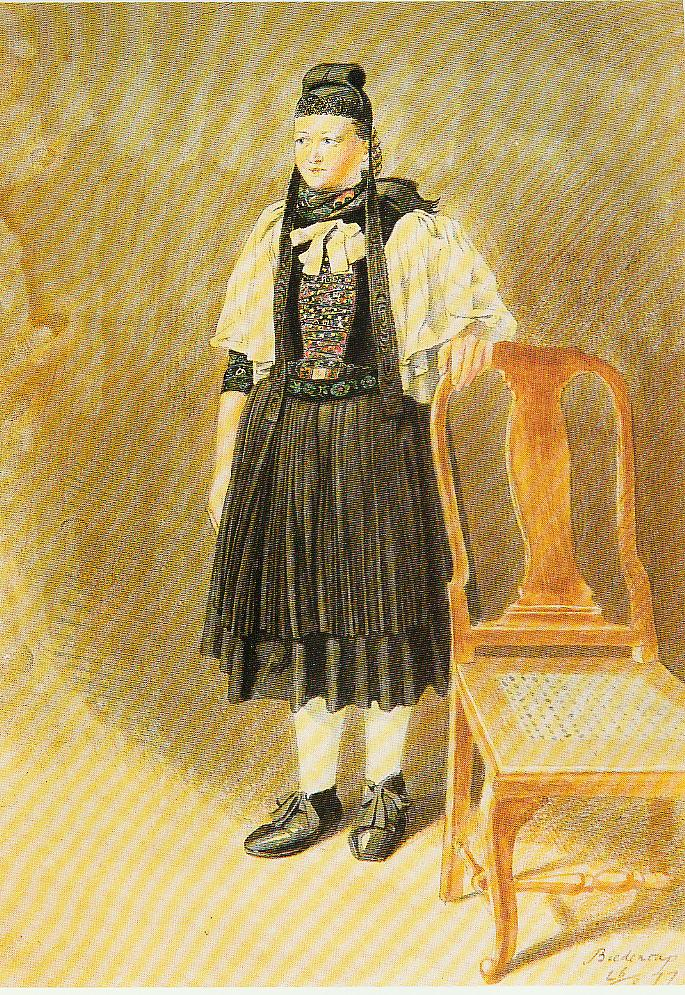
Stadt Biedenkopf, Sonntagstracht mit Dellmutsche
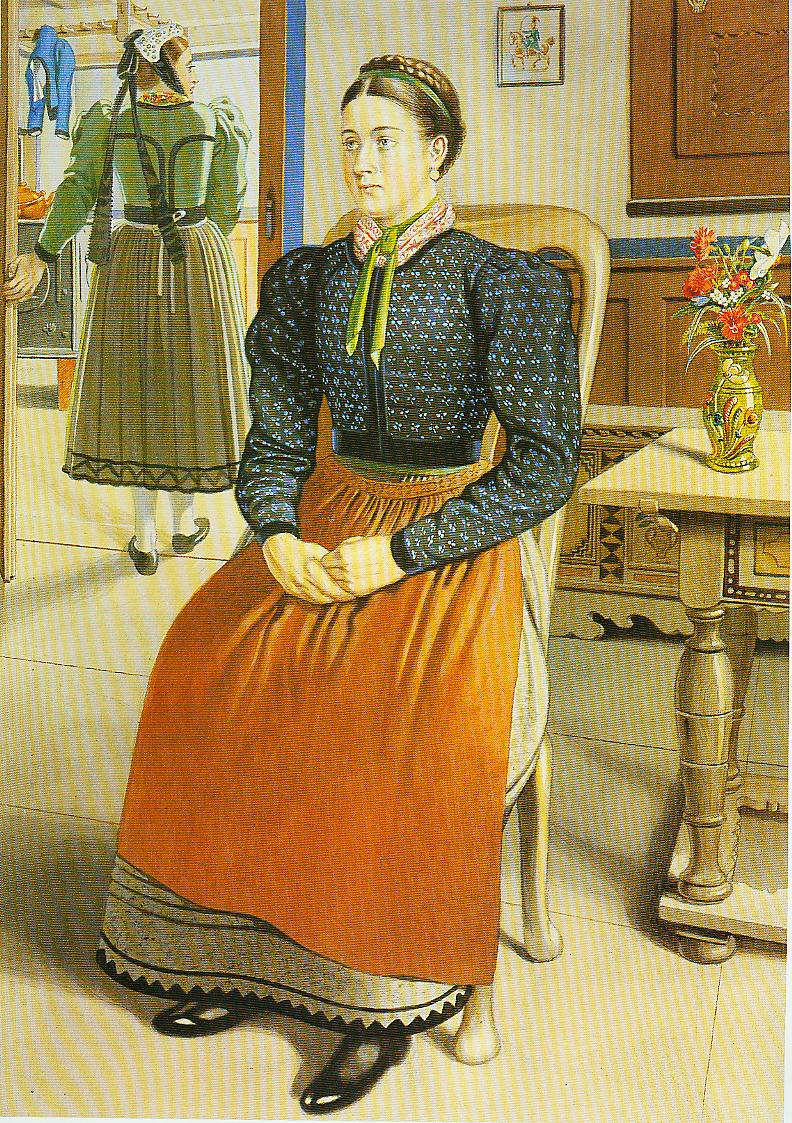
Brinkhausen, Amt Battenberg (Eder)

## Männertrachten
Bei der Männertracht gab es nur wenige Ausprägungen, und zwar: blauer Kittel, weißer Kittel (eine hüftlange hemdartige Oberbekleidung), eine Zipfelmütze („Zippelkapp“) und/oder runder Hut und eine schmale dunkle Hose. Bei den blauen Kitteln wurde noch unterschieden zwischen dem längeren Sonntagskittel mit Stickereien am Bündchen und auf den Ärmeln und dem kürzeren schmucklosen Alltagskittel.

Die Männertracht unterschied sich nur in Details, z. B. den kleineren Stickereien am Kragen und an den Bündchen, von der im angrenzenden Marburger Raum, dort waren die Stickereien großflächiger. Den schwarzen, aus glänzendem Stoff gefertigten, Sonntagskittel (Schwälmer Sonntagskittel) gab es hier im späten 19. Jahrhundert nicht mehr. 
Als alltägliche Kopfbedeckung wurde allgemein die blau-weiße Zipfelmütze getragen, zur Sonntagstracht ehemals auch eine runde Otterfellmütze (wie in der Schwalm); auch eine runde, bunte Stoffmütze (sogenanntes Meesche) war bekannt. Später setzte sich ein runder Hut mit schmaler Krempe durch.
Ursprünglich – bis etwa Mitte des 19. Jahrhunderts – bestand die Männertracht aus einem knielangen, weißleinenen Kittel, Bundhose, wollenen Strümpfen, Schnallenschuhen, breitkrempigem Hut (auch Schlapphut) oder runder Fellmütze.
Der blaue oder weiße Kittel war kein typisches Hinterländer Trachtenkleidungsstück
Der blaue oder weiße Kittel ist kein typisches Hinterländer oder gar hessisches Trachtenkleidungsstück. Er ist ein altes weitverbreitetes Kleidungsstück z. B. als Fuhrmannskittel und wurde ehemals u. a. auch in Baden, in Württemberg, in der Schweiz und in Burgund getragen. Auch als blaue oder blau-weiß gestreifte Arbeitsoberkleidung blieb er in einer kurzen hüftlangen Version als Hirten-, Fischer- (Friesenkittel), Schreiner-, Winzer-, Küfer-, Metzger- und Schlosserkittel lange in Gebrauch.
Fest- und Kirchgangstracht
Zur „stolzen Tracht“ (Fest- und Kirchgangstracht) gehörte ein weißes Hemd mit schwarzer Schleife oder Halstuch, eine Weste oder Jacke (hellblau, grau, grün oder rot), ein dunkelblauer, schmal geschnittener, knielanger Tuchmantel mit langen Knopfreihen und hellem Futter, lange schmale schwarze Stoffhosen oder Kniebundhosen aus weißem Leinen oder gelbem Leder, weiße Strümpfe und schwarze kurze Stiefel oder Schnallenschuhe und immer ein breitkrempiger Hut, z. B. Schlapphut oder Dreimaster.

Hinterländer Männertrachten, Bilder von Ferdinand Justi
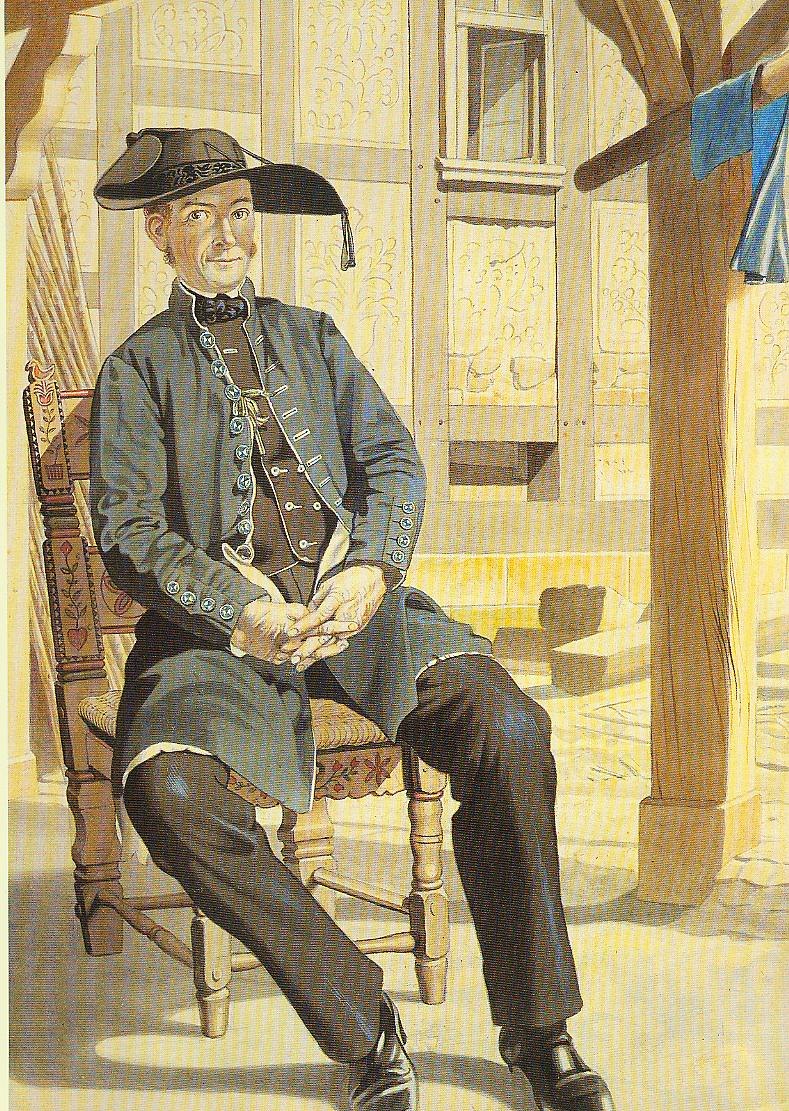
Leidenhofen, Festtracht, sogen. „stolze Tracht“, mit Schlapphut
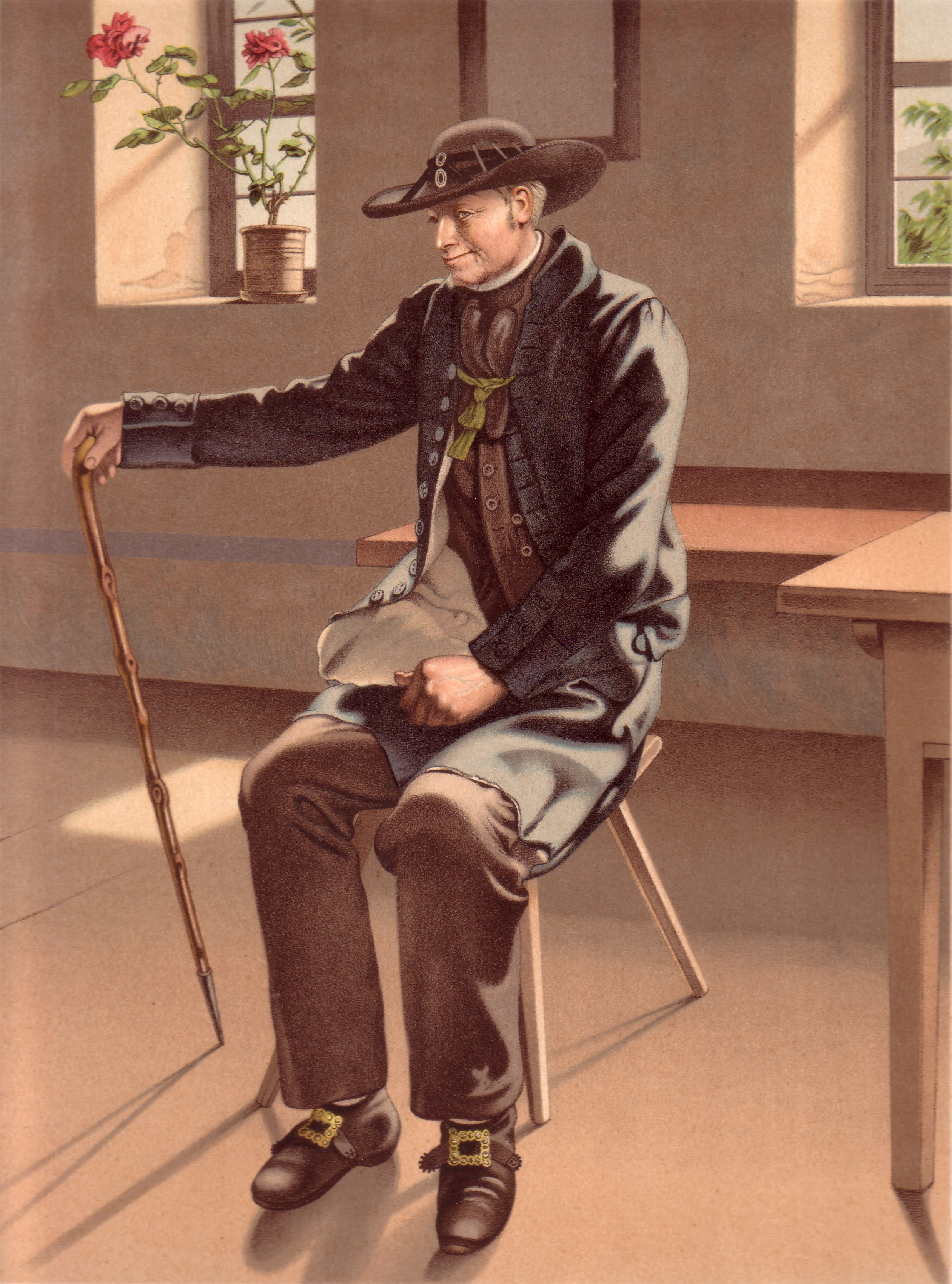
Dautphe, Festtracht mit breitkrempigen runden Hut
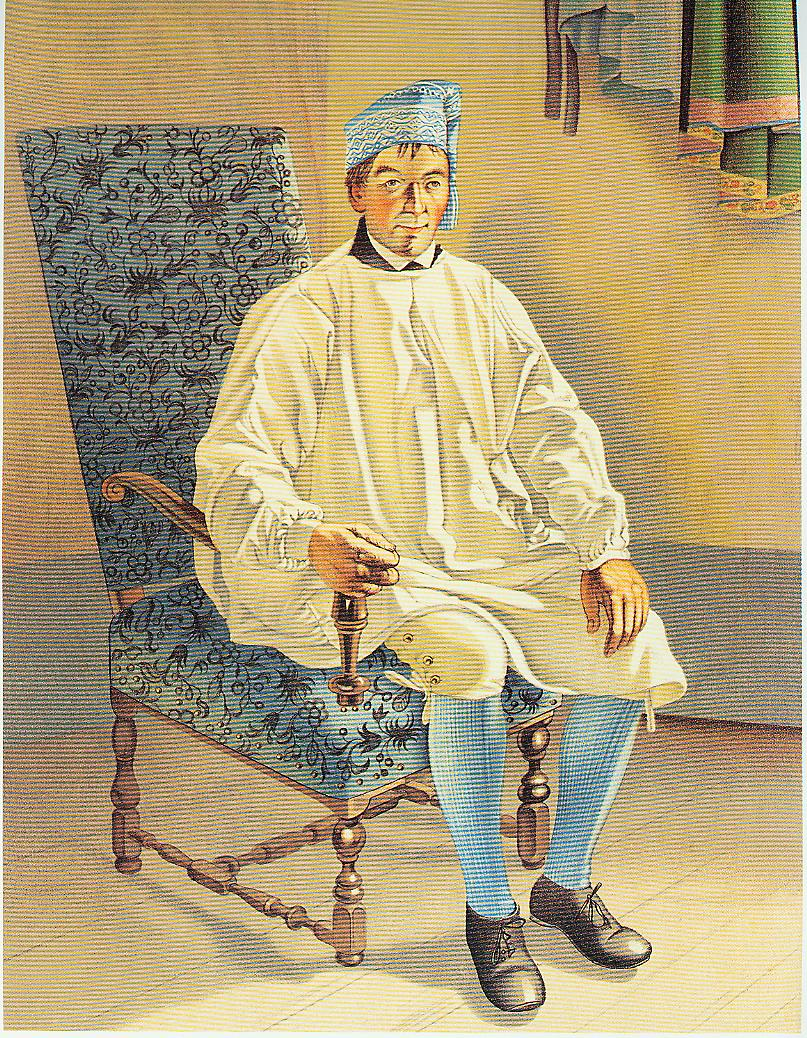
Elnhausen, Festtagstracht mit weißem Kittel und „Zippelkapp“
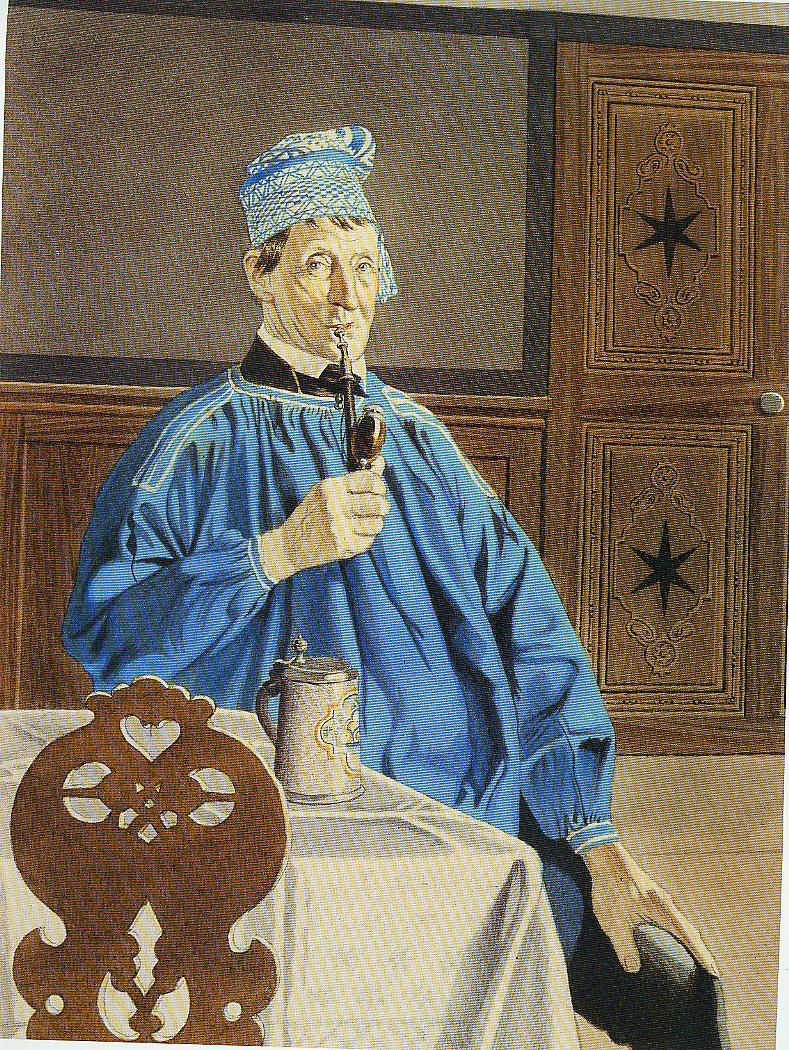
Caldern, Sonntagstracht mit blauem Kittel und „Zippelkapp“
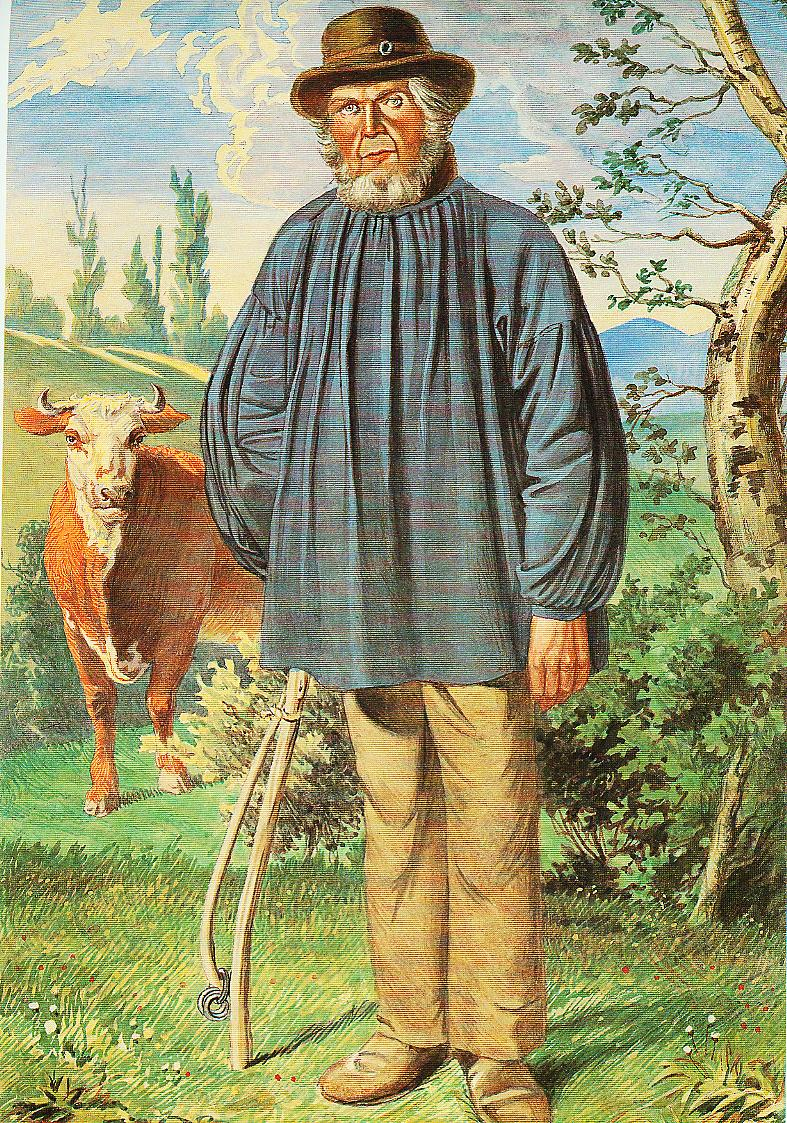
Wommelshausen, Kuhhirte in Alltagstracht mit „Ringelstecken“ (siehe hierzu Hülshof) und Simmentaler-Fleckvieh-Kuh, 1881